# عبد الله الغامدي (لاعب كرة قدم مواليد 1989)
عبد الله الغامدي (مواليد 16 يوليو 1987) هو لاعب كرة قدم سعودي يلعب حالياً في نادي الشعلة.

## مسيرة اللاعب
لعب مع نادي التعاون ونادي سدوس ونادي الرياض ونادي الدرعية ونادي الوشم ونادي الشعلة.